# Leptosciarella prospera
Leptosciarella prospera är en tvåvingeart som beskrevs av Werner Mohrig 2003. Leptosciarella prospera ingår i släktet Leptosciarella och familjen sorgmyggor.
Artens utbredningsområde är Honduras. Inga underarter finns listade i Catalogue of Life.